# Prokop Ludzicki
Prokop Ludzicki herbu Grzymała – cześnik chełmski w latach 1648–1669.
Był synem wojskiego trembowelskiego Olbrachta. 
Podpisał elekcję Władysława IV Wazy z województwem ruskim. Poseł na sejm 1649/1650 roku z sejmiku halickiego województwa ruskiego.